# Nokota
Le Nokota est une race de chevaux de selle qui descend de troupeaux libres des Badlands de la Little Missouri, situé au sud-ouest du Dakota du Nord, aux États-Unis. Re-découverte par des colons à la fin du XIXe siècle, la population de chevaux Nokotas diminue fortement au cours du XXe siècle et les derniers d'entre eux sont enfermés dans le Parc national Theodore Roosevelt. Dans les années 1980, certains de ces chevaux sont vendus aux enchères et les frères Kuntz se mobilisent pour sauvegarder et faire reconnaître cette race. Le Nokota est désormais pris en charge par différentes associations.
La race existe en deux types, un traditionnel proche du cheval colonial espagnol originel, et un type ranch qui a été croisé. Le premier est plus petit et plus fin que le second. Ces chevaux possèdent néanmoins pour caractéristiques communes un corps inscrit dans un carré, une solide ossature, des crins et des fanons abondants. Les robes héritées de ses ancêtres espagnols sont très variées et incluent fréquemment des couleurs originales comme le rouan, l'overo et le sabino, en plus des classiques noir, gris, bai et bai-brun.
Les Nokotas sont montés pour toutes les formes d'équitation de loisir ou de travail, s'ils peuvent être attelés, ils sont surtout adaptés à l'équitation d'extérieur. Si la grande majorité des individus se trouve toujours aux États-Unis, la race se développe dans d'autres pays, en particulier la Suède, le Canada et la France. 

## Histoire

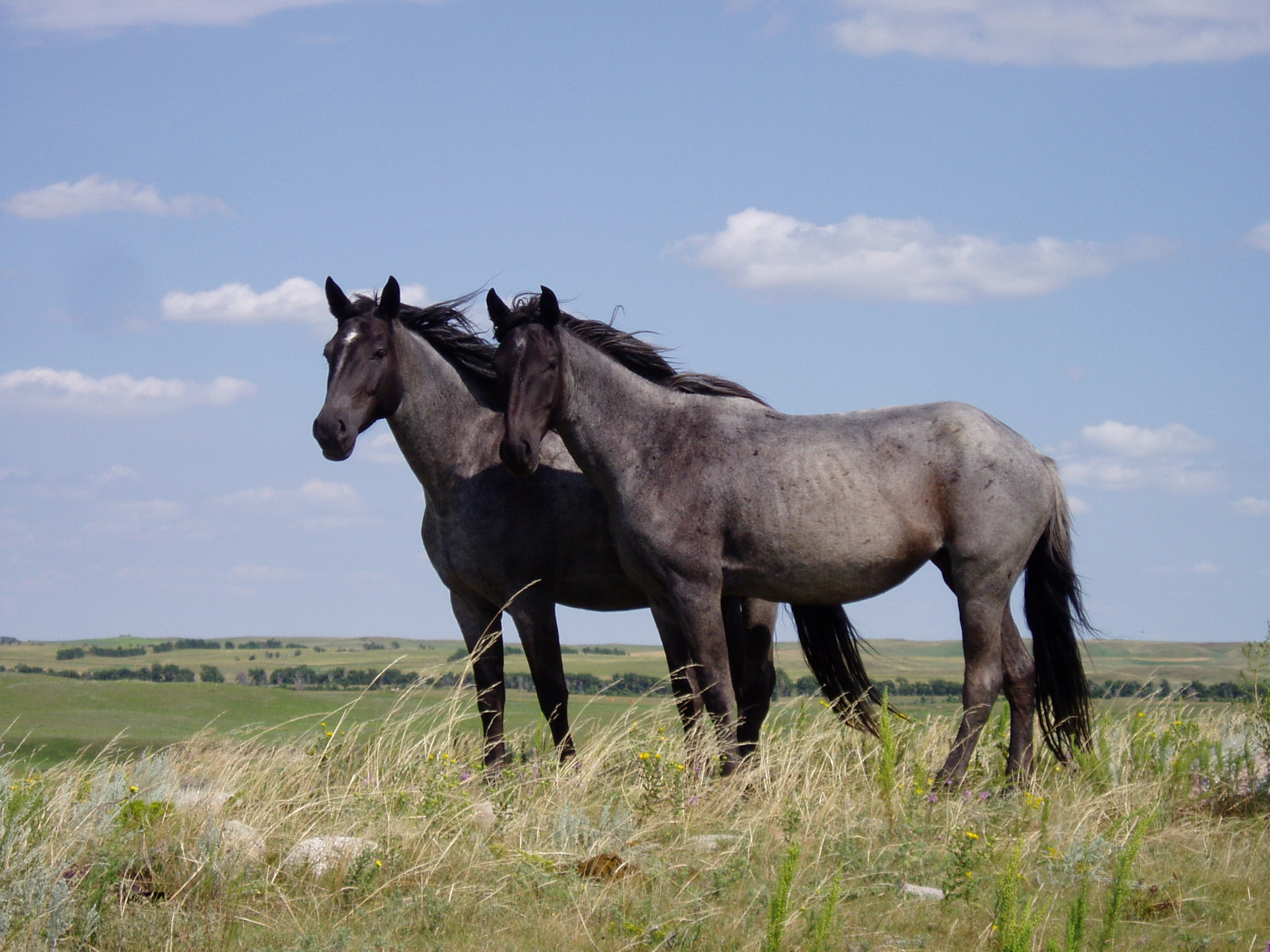
Deux jeunes juments Nokota dans le Dakota du Nord en 2005.

Les premiers européens ont rencontré pour la première fois ces chevaux sauvages dans la région à la fin du XIXe siècle, quand l'industrie du bétail s'est développée vers le nord. Durant la période de l'élevage en espaces ouverts, certains chevaux domestiques échappés se sont croisés avec les bandes sauvages, et ont sans aucun doute contribué à former ces troupeaux. Theodore Roosevelt, qui a créé un ranch dans la région du Little Missouri entre 1883 et 1886, écrit :

« Dans beaucoup d'endroits, en fait dans la plupart, on trouve des chevaux sauvages, qui bien qu'invariablement descendant d'espèces domestiques, s'étant eux-mêmes ou leurs parents échappés de quelques ranchs ou de campements indiens, sont maintenant aussi sauvages que l'antilope dont ils ont envahi le domaine. »

— Theodore Roosevelt
Au cours du début du XXe siècle, des bandes de chevaux sauvages ont continué à parcourir les rudes Badlands. Les ranchers locaux les ont souvent capturés, à la fois pour le sport et pour le profit. À la suite de la sécheresse et de la dépression des années 1930, les agences fédérales et de l'état on coopéré pour éradiquer les chevaux sauvages de l'ouest du Dakota du Nord. Pendant les années 1940 et 1950, la plupart des bandes sauvages restantes ont été capturées ou abattues depuis des avions. Quand le Parc national Theodore Roosevelt a été développé à la fin des années 1940, quelques bandes de chevaux sauvages se sont retrouvées par inadvertance à l'intérieur des clôtures qui ferment le parc. En 1960, c'étaient les derniers chevaux sauvages survivant dans le Dakota du Nord.
Entre 1950 et 1970, le National Park Service (NPS) a tenté de retirer tous les chevaux du Parc National Theodore Roosevelt. Pendant le même temps, le NPS a également victorieusement combattu en 1959 et 1971 des inclusions aux lois fédérales visant à protéger les chevaux sauvages. Aujourd'hui, le NPS reste exempté des lois fédérales administrant et régulant la gestion des chevaux sauvages dans la plupart des terres publiques. L'opposition du public à la suppression des chevaux dans le Parc, et la montée de la reconnaissance de la part importante du rôle du cheval dans l'histoire du ranching, ont conduit à changer de politique durant les années 1970. Depuis cette époque le Parc tolère un petit nombre de chevaux, qui sont gérés en tant que « harde de démonstration historique ».
Durant les années 1980, cependant, les administrateurs du parc ont décidé de modifier l'apparence des chevaux sauvages en introduisant des lignées de sang extérieures. Les étalons dominant du Parc sont retirés ou tués, et remplacés par des chevaux arabes, des Quarter Horses, deux Mustangs du Bureau of Land Management, et un bucking horse issu d'un Shire. Plusieurs grandes captures (roundup) ont lieu, et beaucoup de chevaux du parc sont vendus aux enchères publiques. Les hommes de chevaux Leo et Frank Kuntz de Linton, dans le Dakota du Nord, commencent à acheter autant de chevaux originaux du parc qu'ils peuvent, afin de les sauver de la boucherie.
Ils s'intéressent aux chevaux du Parc à la fin des années 1970, après avoir acheté quelques animaux pour de l'élevage et pour les utiliser dans des courses. Les frères Kuntz sont convaincus que ces chevaux représentent un type historique unique, et ils admirent leur agilité et leur vigueur. En recherchant les origines de ces chevaux, ils découvrent que les poneys indiens confisqués à Sitting Bull ont été achetés et élevés en espace libre par le Marquis de Morès, fondateur de la ville de Medora, où les locaux du parc sont situés. Ils pensent que les chevaux de Sitting Bull ont contribué aux bandes sauvages qui ont subsisté jusqu'à ce que les clôtures du Parc les retiennent. Les frères Kuntz dédient leurs vies à la préservation de cette race, qui survit uniquement dans leur ranch près de Linton. Jusqu'à ce que le Nokota Horse Conservancy soit créé en 1999, les frères Kuntz sont virtuellement la seule force se dressant entre ces chevaux et leur extinction. Les indiens et d'autres recommandent à l'État du Dakota du Nord de désigner le cheval Nokota comme le « Honorary State Equine », une reconnaissance qu'il reçoit en 1993. Le combat des frères Kuntz pour préserver cet animal et le ramener dans le Parc National Theodore Roosevelt a fait l'objet d'une émission de la chaîne de télévision ABC en 1996. Ils pensent ainsi que d'autres que les visiteurs du Parc devraient pouvoir voir le type de chevaux qui a historiquement occupé les Badlands, et que les chevaux qui y ont survécu à travers les siècles méritent d'y retourner. Cependant, le NPS a refusé la réincorporation de ces chevaux dans le Parc, et est déterminée à ne pas tenter de gérer une harde historiquement exacte.
La situation difficile des chevaux Nokota a été portée à l'attention de Aneata Hagy, cofondatrice de Perihelion Films à San Francisco. Depuis 1998, Hagy et son équipe filment un documentaire qui raconte l'histoire de ces chevaux et des gens qui souhaitent les sauver.
Au cours des années 1990 et des années 2000, le Parc national Theodore Roosevelt poursuit l'amincissement du troupeau avec plusieurs rassemblements conduits durant cette période. En 2000, les derniers chevaux de type traditionnel ont été retirés de la vie sauvage, certains étant achetés par le Nokota Horse Conservancy.

## Description

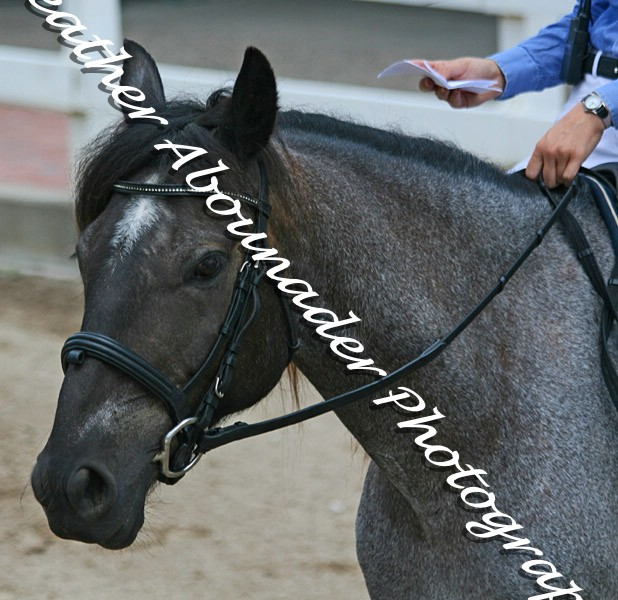
Tête d'un Nokota.

### Morphologie
Son corps s'inscrit dans un carré. Les angles sont marqués et la musculature est effilée. L'ossature est solide avec des épaules marquées, un dos court, et une croupe puissante et inclinée. Aux extrémités, le garrot est solide et l'attache de queue basse. Les sabots sont durs. Les crins et les fanons sont bien fournis. Les oreilles peuvent être légèrement ouvertes au bout.
Si l'ensemble des Nokotas possède des caractéristiques communes, ils ne sont cependant pas tous semblables. Dans le troupeau originel acquis par Leo et Frank Kuntz dans les années 1980, on a pu distinguer deux phénotypes bien différents. Ces types ont été isolés et ont suivi deux voies d'élevage différentes : le type traditionnel et le type ranch.

#### Type traditionnel
Les Nokotas traditionnels, Traditional Nokotas en anglais, sont petits, d'une taille moyenne comprise entre 1,40 m et 1,50 m, et sont relativement fins. Ils présentent des caractéristiques communes avec le cheval colonial espagnol,. 
À la suite d'une étude réalisée en 1994 par le Dr Phil Sponenberg sur les chevaux d'ascendance espagnole, incluant le Nokota, il a été démontré qu'une vingtaine de chevaux appartenant aux frères Kuntz présentait des caractéristiques génétiques propre au type « colonial espagnol », et que le Nokota avait subi diverses influences espagnoles sur sa population au cours du siècle passé. Sur les conseils du Dr Sponenberg, Leo Kuntz a favorisé dans son élevage les Nokotas présentant ces caractéristiques, ce qui a permis de créer un type de Nokota particulier, dont le nombre tend à s'accroître.

#### Type ranch
Les Nokotas de type ranch, Ranch Nokotas en anglais, sont généralement plus grands que les chevaux de type traditionnel. Ils mesurent souvent 1,60 m et plus. Ils ont également une ossature plus dense. Ils ont fait l'objet de croisements délibérés avec des Pur-sangs, des chevaux lourds comme le Percheron et éventuellement avec des chevaux ibériques comme le Pure race espagnole. Cette souche a été développée pour le travail, la polyvalence reste leur principale caractéristique.

### Robe

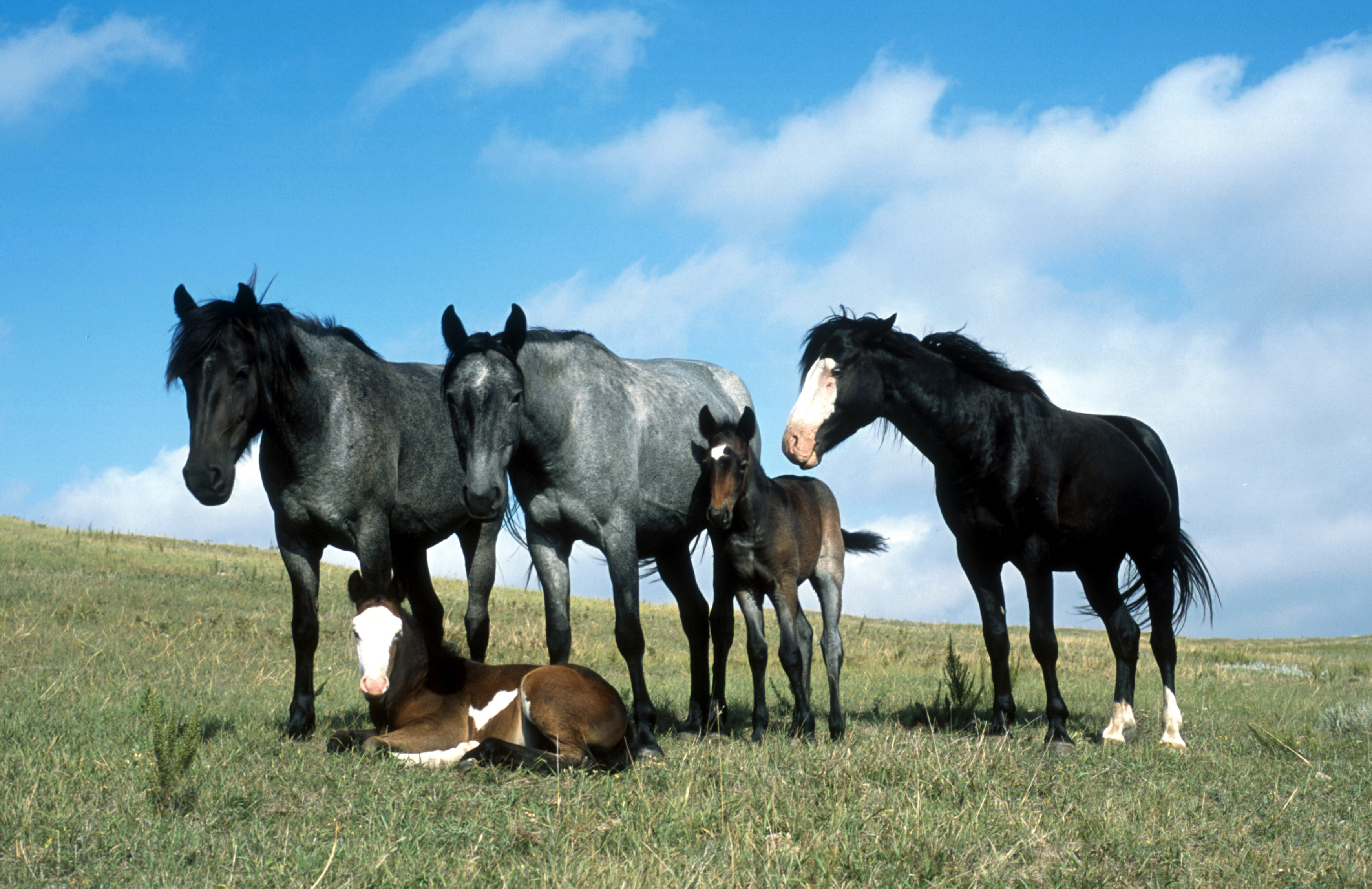
Groupe de Nokotas présentant différentes robes.

Les Nokotas possèdent une très grande variété de robes, aux nombreuses nuances, héritage de leurs ancêtres espagnols. Des robes comme le rouan ou l'overo, qui sont des robes rares dans la plupart des races, sont fréquemment observées chez les Nokotas,. Le gène Dun est également répandu. Mais on trouve aussi des individus noirs, gris, sabinos, bais ou bai-brun. Certains chevaux voient également leur robe changer et évoluer avec l'âge.

### Tempérament
Ce sont des chevaux dotés d'une grande intelligence, vifs, avec une bonne capacité d'apprentissage.

### Allures
Certains Nokotas peuvent présenter des allures particulières comme l'amble ou l’Indian shuffle,.

## Utilisations
Les Nokotas sont utilisés autant en équitation western qu'en équitation classique. Selon le Nokota Horse Conservancy, ils peuvent être employés en dressage, à la chasse au renard, en saut d'obstacles, et comme chevaux de travail ou de randonnée. Ils peuvent aussi être utilisés en attelage. Ce sont de parfaits chevaux d'extérieur, endurants et au pied sûr. Aux États-Unis, les Nokotas appartiennent désormais autant à des professionnels qu'à des amateurs.

## Diffusion de l'élevage
En 2013, on dénombre entre 200 et 500 Nokotas « purs » et environ 1000 Nokotas en croisement. La grande majorité se situe aux États-Unis, mais on trouve également des individus au Canada, en Suède et en France.

### Aux États-Unis

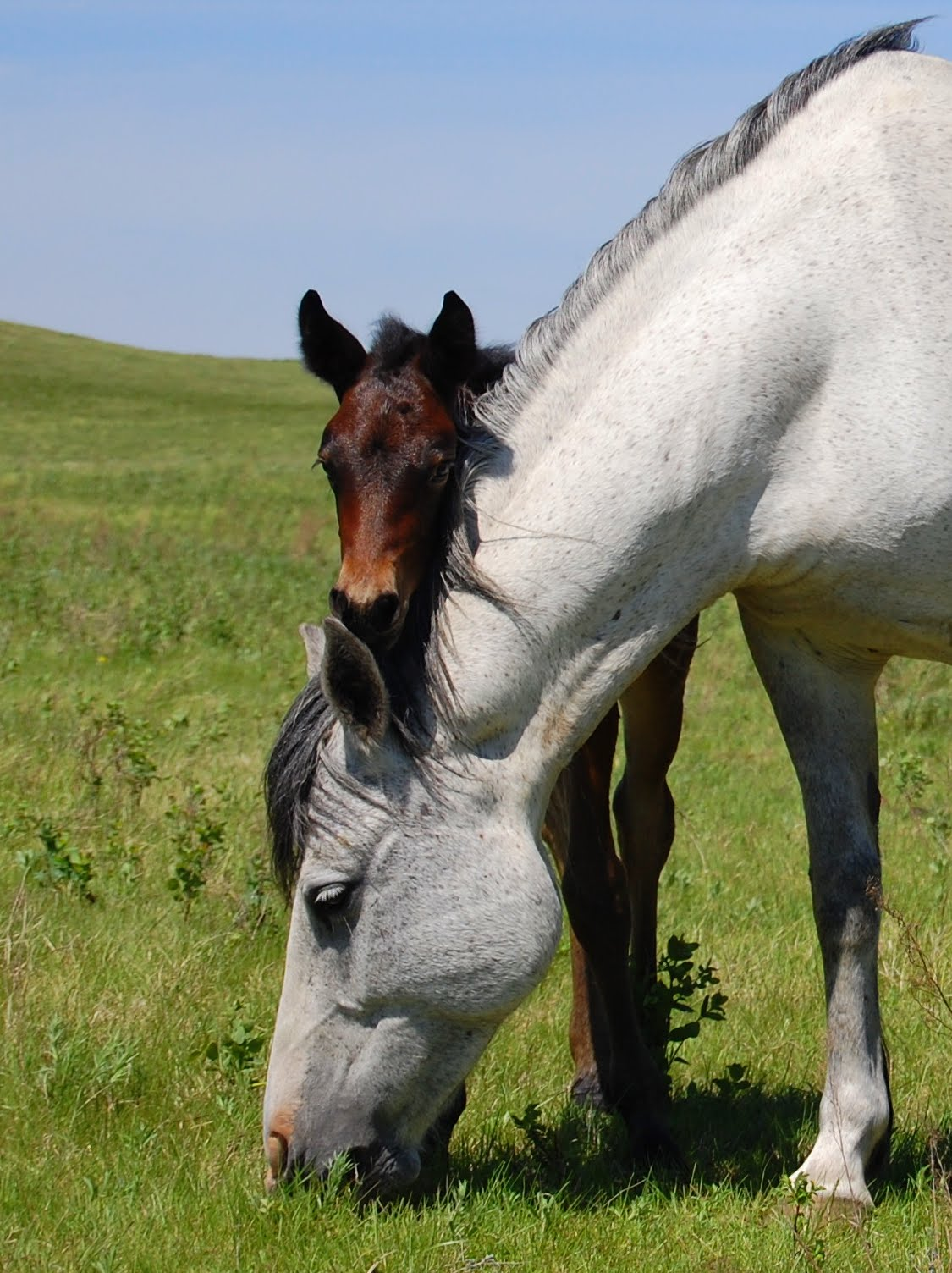
Une jument Nokota et son poulain au ranch Kuntz près de Linton dans le Dakota du Nord.

Au sein du Parc national Theodore Roosevelt, on compte en 2013 un troupeau de 70 à 110 chevaux.
En 2006, la famille Kuntz possède environ 500 chevaux Nokota et le Nokota Horse Conservancy en possède environ 40.
Depuis 1999, le Nokota Horse Conservancy est l'association gérant officiellement la race. Elle tient le registre généalogique, cherche à promouvoir la race et a pour objectif d'établir dans l'avenir un sanctuaire pour les Nokotas,.
D'autres organisations se sont également fait connaitre aux États-Unis dans la sauvegarde du Nokota. C'est ainsi le cas du Nokota Horse Association, une organisation basée dans le Minnesota, qui a créé un second registre d'enregistrement pour la race. L'existence de deux registres a débouché sur une affaire judiciaire en octobre 2009, quant au droit de l'utilisation du nom de race « Nokota ». La Cour fédérale américaine a ordonné à la Nokota Horse Association de cesser l'enregistrement des chevaux jusqu'à ce que la question ait été réglée. L'association a disparu de la vie publique peu après.
Fin 2009, une autre organisation, le North Dakota Badlands Horse Registry, a été créée. Cette organisation enregistre les chevaux qui ont quitté le parc ces dernières années, déclarant que ces chevaux ne sont pas acceptés par le Nokota Horse Conservancy. Depuis mars 2011, environ 40 chevaux ont été enregistrés. Ces chevaux présentent un phénotype et un génotype légèrement différent des chevaux enregistrés par le Nokota Horse Conservancy en raison des courants de sang supplémentaires provenant de différentes races sorties du parc.

### En France
L'importation de chevaux Nokota en France est le fait d'un passionné, François Marchal, qui décide de créer une souche d'élevage dans le pays. En 2007, il importe trois juments et un étalon, et crée le « Nokota Ranch » à Orry-la-Ville, dans l'Oise. Au printemps de cette même année, les poulinières donnent naissance aux premiers Nokotas nés en France. Le 22 novembre 2008, l'association française de race Nokota Horse Conservancy France est créée, et le 4 août 2010, une convention est signée entre l'Institut Français du Cheval et de l’Équitation, le Nokota Horse Conservancy et le Nokota Horse Conservancy France. Cette convention permet l'enregistrement en France des chevaux Nokota nés en France et inscrits dans le registre d'élevage américain. La race est ainsi reconnue en France comme « race conventionnée » depuis 2011.
En 2013, on compte 13 Nokotas dans le pays.

#### Article de presse
- Lise Mayrand, « Cap sur le NOrth DaKOTA », Cheval Magazine,‎ mai 2013, p. 38-41

#### Ouvrages généralistes
- (en) Fran Lynghaug, « Nokota », dans The Official Horse Breeds Standards Guide: The Complete Guide to the Standards of All North American Equine Breed Associations, Voyageur Press, 2009, 672 p. (ISBN 9781616731717, lire en ligne), p. 96-103
- (en) Dayton O. Hyde, « Nokota mustangs », dans All the Wild Horses: Preserving the Spirit and Beauty of the World's Wild Horses, Voyageur Press, 2009, 208 p. (ISBN 9781616732233, lire en ligne), p. 95